# Ronny Scholze
Ronny Scholze (* 17. September 1980 in Weißenfels) ist ein ehemaliger deutscher Fußballspieler, der u. a. in der 2. Fußball-Bundesliga für Dynamo Dresden spielte.

## Karriere
Scholze begann in seiner Geburtsstadt beim SV Rot-Weiß Weißenfels, ehe er 1995 in die Jugendabteilung des 1. FC Magdeburg wechselte. Von 1999 bis 2002 spielte er dann für die Magdeburger in der Regionalliga Nord. Er gehörte als Einwechselspieler der Mannschaft an, die in der DFB-Pokal-Saison 2000/01 den FC Bayern München und den Karlsruher SC bezwang und erst im Viertelfinale am FC Schalke 04 scheiterte. In der Saison 2002/03 bestritt er 22 Spiele für Borussia Neunkirchen in der Regionalliga Süd.
Von 2003 bis 2005 spielte Scholze für Dynamo Dresden, 2004 gelang ihm mit der Mannschaft der Aufstieg in die 2. Fußball-Bundesliga. Nach einer Saison in der 2. Liga, bei der es Scholze auf 17 Spiele und ein Tor brachte, ging er nach einem halben Jahr ohne Verein Anfang 2006 nach Mecklenburg-Vorpommern zum dortigen Oberligisten TSG Neustrelitz. Nachdem er dort zuletzt nur noch in der 2. Mannschaft (Landesliga) des Vereins spielte, wechselte er 2008 zum 1. FC Gera 03 in die NOFV-Oberliga Süd. 2010 stieg er mit dem 1. FC Gera in die Thüringenliga ab. Zwar gelang in der Saison 2010/11 der direkte Wiederaufstieg, jedoch wechselte Scholze nach der Saison zum Lokalrivalen BSG Wismut Gera und verblieb somit in der Verbandsliga. Seit der Saison 2013/14 steht er in Diensten des TSV Gera-Westvororte in der Thüringer Landesklasse (7. Liga). Im Jahr 2016 beendete er seine Karriere.